# 福井県道195号大土呂停車場河北線
福井県道195号大土呂停車場河北線（ふくいけんどう195ごう おおどろていしゃじょうこぎたせん）は福井県福井市内の駅と国道を結ぶ一般県道である。

## 路線概要
大土呂駅利用者の駅へのアクセスを目的とする役割を担う路線である。しかしすぐ隣に国道8号が並行して走り、東西には同じく大土呂駅を沿線に置く福井県道32号清水美山線が走るためほとんど役割を果たしていない。地域住民の生活道路以上としてはあまり利用されない路線である。

### 路線データ
- 起点：福井県福井市半田町
- 終点：同市下河北町

## 道路状況
起点・終点とも他路線との重複区間内にあり、その間の本路線単独区間は南北約1 km。その福井市半田町区間は狭く、特に福井県道32号現道からの分岐部（大土呂駅前橋）からの直後は路端に柵や電柱がある4 m幅のため普通車同士のすれ違いも困難。同市新開町以北は2車線が確保されている。

## 接続路線
- 福井県道32号清水美山線＜現道＞（福井市半田町・大土呂停車場、起点 - ＜重複＞ - 同市半田町）
- 福井県道181号東郷麻生津線（福井市下河北町 - ＜重複＞ - 同・下河北交差点、終点）
- 国道8号（福井バイパス）（福井市下河北町・下河北交差点、終点）

## 沿線
- ハピラインふくい線 大土呂駅
- 福井南高等学校